# 澳大利亞葡萄酒
澳大利亞是世界第四大葡萄酒出口國，葡萄酒產量只有40%用於國內需要，其他都用來出口。葡萄酒產業對澳洲經濟貢獻頗多。澳洲國內消費的葡萄酒中，只有16.6%是進口的。

## 歷史
在英國人發現澳大利亞之初，已有白人於澳大利亞開始種植葡萄以此釀酒。最早成功銷售澳大利亞葡萄酒的紀錄始於1820年，接著1822年，又成功出口澳大利亞葡萄酒。隨著一些移民湧入，其中有些是來自歐洲大陸，釀酒技術得以引進，使澳大利亞葡萄酒能進一步發展。

## 產區

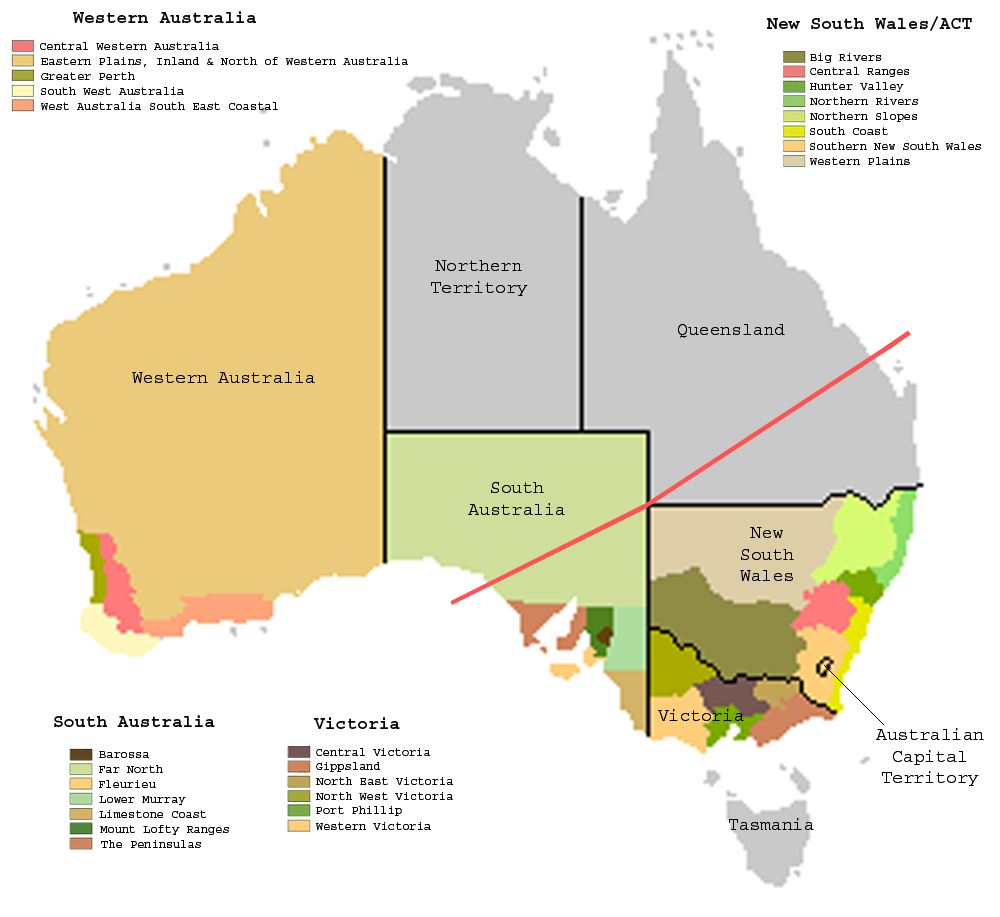
澳大利亞葡萄酒產區分佈

由於地區和氣候原因，澳大利亞葡萄酒釀製，多是集中於南部。

### 南澳洲產區
- 阿德萊德山脈
- 巴羅莎山谷
- 弗勒里厄半岛

### 維多利亞省產區
- 格蘭坪
- 莫寧頓半島

### 新南威爾士州產區
- 獵人谷
- 奧蘭治
- 南部高地

### 西澳洲產區
- 珀斯
- 大南區
- 玛格丽特河

### 塔斯馬尼亞省
- 塔斯馬尼亞葡萄酒

## 葡萄品種
澳大利亞葡萄酒所採用的葡萄，主要是西拉葡萄，但也有採用赤霞珠、莎當妮、梅洛葡萄、白蘇維翁、雷司令等等。

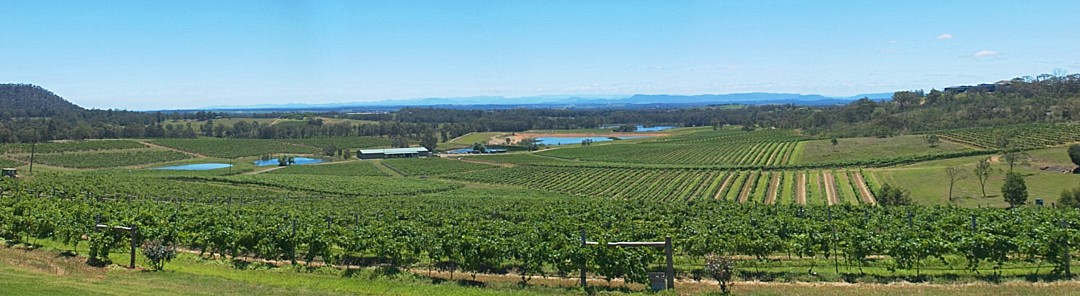
位於獵人谷的葡萄園